# Альонкін Андрій Федорович Жеря
Андрій Федорович Альонкін  Жеря († 1570) — князь, полковий і містовий воєвода, намісник за царювання Івана Грозного.
Син воєводи князя Федора Олександровича Аленкіна та онук воєводи князя Олександра Федоровича Оленки.

### Біографія
Вперше згаданий у грамоті свого дядька князя А. А. Аленкіна даної Спасському монастирю в Ярославлі (1548). Тисячник 3-ї статті з Ярославських князів і єдиний представник князів Аленкіних у Дворовому зошиті (1550), згаданий після князів Прозоровських та О. М. Курбського. Воєвода полку лівої руки в Коломні (1550), Каширі (травень 1551). Намісник у Чернігові (1552 — квітень 1553), Шацьку (1556). Служив на воєводських посадах: Казані 3-м воєводою, де річив (1559). Серпухов з полком правої руки 2-м воєводою (1562), Торопце (1562 — лютий 1563), 2-й воєвода в Астрахані (1565). Засланий до Казані (1565) і залишений у казанському краї на поселення після амністії (травень 1565). Воєвода у Шацьку (1567). Іван Грозний послав за Андрієм Федоровичем катів, але ті знайшли його вбитим під час захисту донської фортеці від кримських татар. За словами А. М. Курбського «застрелено від праща вогняного» (1570). Тоді цар у вдови та дітей відібрав вотчини, заслав на заслання і у в'язниці вморив голодом його дітей, останніх представників роду Аленкіних.